# Убивця, що плаче
Убивця, що плаче (англ. Crying Freeman) — французький фільм-бойовик 1995 року, поставлений режисером Крістофом Гансом за мотивами відомої манги Crying Freeman про вбивцю, який плаче після кожного свого убивства.

## Сюжет
Молодого художника Йо викрадають і «перепрограмують» в «Визволителя» — витонченого елітного вбивцю, що володіє безмежними, майже фантастичними можливостями, здатного ліквідовувати навіть ватажків японської якудзи, головних супротивників його повелителів, Синів Дракона. Красуня Ему виявляється випадковим свідком одного з вбивств, скоєних Йо. Традиція «вбивць-визволителів» вимагає, щоб вона загинула від його руки. Замість цього, вони закохуються один в одного і починають одіссею пристрасті і насильства.

## У ролях
| Актор             | Роль                       |
| ----------------- | -------------------------- |
| Марк Дакаскос     | Йо Хіномура / Freeman      |
| Джулі Кондра      | Ему О'Хара                 |
| Рей Дон Чонг      | детектив Форгі             |
| Байрон Манн       | Ко                         |
| Масая Като        | Ріуджи Ханада              |
| Чеки Каріо        | детектив Нета              |
| Мако              | Шудо Шимазакі              |
| Кеван Охтці       | Такеші Шимазакі            |
| Деббі Подовскі    | митний агент               |
| Мюррей Лоурі      | митний агент               |
| Мікал Тенг        | шофер Ко                   |
| Джеррі Вассерман  | Рендалл                    |
| Тонг Ланг         | охоронець Шимазакі         |
| Кійото Мацумото   | охоронець Шимазакі         |
| Пол МакДжілліон   | детектив                   |
| Расселл Феррйе    | детектив                   |
| Равіндер Тур      | детектив                   |
| Джені Вудс-Морріс | Мері                       |
| Йоко Сімада       | леді Ханада                |
| Джорджо Міяшіта   | охоронець Ріуджи           |
| Майкл Хірано      | Якудза у спальні           |
| Мін Лі            | Якудза у спальні           |
| Ед Хонг-Луі       | керівник заводу            |
| Айві ЕнДжі        | відьма                     |
| Пол Вонг          | фотограф                   |
| Флойд Фейркрест   | вбивця у галереї           |
| Віктор Фаврін     | вбивця у галереї           |
| Морган Лам        | хлопчик у вестибюлі готелю |
| Брайан Роне       | охоронець у ресторані      |
| Алекс Дьякун      | Антоніо Россі              |
| Ондреа Макдональд | Карі                       |
| Акіо Хігашіо      | бос Якудза                 |
| Йокіо Касукава    | бос Якудза                 |
| Зуйен Кономура    | священик                   |
| Марк Окі          | містер Догекі              |
| Енні Лі           | дівчина у борделі          |
| Юка Кобаясі       | служниця леді Ханада       |
| Хіро Канагава     | Якудза у храмі             |
| Ендо Хідеміне     | Якудза у храмі             |
| Кен Сімідзу       | Якудза палить              |
| Рон Перлман       | детектив                   |

## Цікаві факти
- Фінальний бій на мечах поставили Марк Дакаскос і режисер фільму Крістоф Ганс.
- Марк Дакаскос сам виконував всі свої трюки у фільмі.
- Спочатку на головну роль запрошували Джейсона Скотта Лі, але у нього був інший контракт і він не зміг взяти участі у фільмі.